# O Pregoeiro Constitucional
O Pregoeiro Constitucional fue un periódico publicado en la entonces villa de Pouso Alegre, Brasil, en la época de la crisis del Primer Reinado. El periódico, de naturaleza política, comenzó a circular el 7 de septiembre de 1830. Fue propiedad del padre José Bento Leite Ferreira de Melo y fue el sexto periódico de esa provincia y el primero de la región sur de Minas. Cesó sus actividades el 4 de junio de 1831 motivado por el hecho de que su editor debía permanecer en la Capital luego de la abdicación de Pedro I. 
Fue en la imprenta de este periódico que se publicó la llamada "Constitución de Pouso Alegre" que llevaba las reformas constitucionales liberales que estaban siendo propuestas en el parlamento imperial y que habrían sido implantados en el caso de que el Golpe del 30 de julio orquestado por el padre Diogo Feijó hubiera tenido éxito. 